# Šolaji
Šolaji (cyr. Шолаји) – wieś w Bośni i Hercegowinie, w Republice Serbskiej, w gminie Kneževo. W 2013 roku liczyła 435 mieszkańców.